# Theux
Theux (wa. Teu) – miejscowość i gmina (commune) w Belgii, w Regionie Walońskim, w prowincji Liège, w okręgu Verviers. 1 stycznia 2024 roku liczyła 12 052 mieszkańców.

## Podział administracyjny
W skład gminy wchodzą dwie dzielnice (section):
- La Reid
- Polleur

## Współpraca
Miejscowości partnerskie:
- Bierstadt, Niemcy
- Terrasson-Lavilledieu, Francja